# Kehychivka (huyện)
Huyện Kehychivka (tiếng Ukraina: Кегичівський район, chuyển tự: Kehychivkas’kyi raion) là một huyện của tỉnh Kharkiv thuộc Ukraina. Huyện Kehychivka có diện tích 783 kilômét vuông, dân số theo điều tra dân số ngày 5 tháng 12 năm 2001 là 23454 người với mật độ 30 người/km2. Trung tâm huyện nằm ở Kehychivka.